# NGC 1931
NGC 1931 ist ein Reflexions- und Emissionsnebels und Sternentstehungsgebiet im Sternbild Fuhrmann am Nordsternhimmel, der schätzungsweise 10.000 Lichtjahre vom Sonnensystem entfernt ist. In unmittelbarer Umgebung befinden sich der Spinnen-Nebel IC 417, der Flammensternnebel IC 405 und die offenen Sternhaufen Messier 36, Messier 37 und Messier 38.
Das Objekt wurde am 4. Februar 1793 von Wilhelm Herschel entdeckt.